# 最後晚安曲
《最後晚安曲》（英語：Lullaby）是一部2014年的美国劇情片，由安德鲁·莱维塔斯编剧并执导，主演包括蓋瑞特·荷德倫、理查德·詹金斯、安妮·亞契、杰西卡·布朗·芬德利、艾美·亞當斯、杰西卡·巴登、泰伦斯·霍华德和珍妮佛·哈德遜。电影探讨了一位患癌的犹太族长面临的安乐死问题，他决定停止服药并关闭生命支持机器，以及他的这一决定如何影响他与家人之间的关系以及家人之间的关系。